# Caroline Malvesin
Caroline Malvesin (1806-1889) est une laïque protestante française cofondatrice avec le pasteur Antoine Vermeil de l'ordre religieux protestant des Diaconesses de Reuilly.

## Biographie

### Jeunesse
Marie-Françoise Caroline Malvesin est née à Marseille, le 27 août 1806. Son père, originaire de Saintonge, était négociant en gros de denrées coloniales. Elle perdit sa mère à 13 ans. La famille comptait six enfants, dont deux sœurs plus âgées qu'elle, et trois frères. Vers 1820, son père se retourne en Saintonge avec ses trois filles après avoir été ruiné par le Blocus continental. Alors que ses deux sœurs aînées se marient, Caroline rêve, vers ses dix-sept ans, de devenir "sœur de charité", bien qu'il n'existât à l'époque aucun ordre religieux protestant en France. Après le décès de son père en 1824, elle prit un travail de préceptrice dans une famille de la région. En 1832, elle quitta ce poste pour aller aider sa sœur, Mme Gérard, à diriger un pensionnat de jeunes filles qu’elle avait ouvert à Bordeaux. Elle devait y rester jusqu’en 1841. C’est alors qu'elle connut le pasteur Vermeil, avec qui elle établit des relations amicales. Il semble cependant que rien de vraiment décisif au point de vue religieux ne soit apparu dans sa vie avant 1839. 

### Expérience religieuse
Caroline Malvesin fut très touchée par une prédication occasionnelle à Bordeaux d’Adolphe Monod, alors professeur à la Faculté de théologie de Montauban. Elle écrivit au prédicateur pour lui parler de ses difficultés et lui demander conseil. Il lui répondit par une lettre émaillée de nombreuses citations bibliques. Selon son propre récit, elle lut et relut cette lettre en priant, et un jour, la paix de Dieu, qu'elle recherchait depuis si longtemps, surgit en elle, accompagnée d’une joie et d’une force merveilleuses pour ne plus l’abandonner jamais.
À la suite de sa conversion, Caroline se met à évangéliser ses élèves. Ses efforts semblent couronnés de succès ; Sarah Monod évoque "un véritable réveil parmi les élèves".

### La création des diaconesses
Le 6 février 1841, Caroline écrit à Antoine Vermeil, qui a entretemps pris un poste de pasteur à Paris, pour lui exprimer sa tristesse « de ne voir aucune porte ouverte pour entrer au service du Seigneur » et lui demander conseil. Le même jour, son ancien pasteur lui écrit pour lui parler de son projet des diaconesses. Ces deux lettres sur le même sujet se croisent et marquent le début d'une correspondance soutenue : de février à août 1841, Antoine Vermeil et Caroline Malvesin vont échangent pas moins de 21 lettres, soit trois échanges de lettres par mois. Ainsi se tisse le projet et les principes de ce qui deviendra la communauté des diaconesses de Reuilly.
Caroline s’installe à Paris la même année. Elle loge d’abord quelques mois chez le pasteur et Mme Vermeil, puis s’installe dans une petite maison voisine de la barrière Charenton.
Le Conseil de direction des diaconesses est institué le octobre 1841, peu après l'arrivée de Caroline Malvesin à Paris. Il se composait du pasteur Antoine Vermeil, de Caroline Malvesin (désormais sœur Caroline Malvesin), de Madame Jules Mallet (secrétaire), de Madame Jacques Matter, de Madame Antoine Vermeil, épouse du pasteur et, à partir de mars 1842, du pasteur luthérien Louis Vallette, ami de Vermeil depuis l'époque de leurs études à Genève, arrivé à Paris pour être le deuxième pasteur de l'Église des Billettes,. Ces dames étaient pour partie aussi membres du Comité Saint-Lazare qui se préoccupait du relèvement moral, spirituel et matériel des femmes détenues à la prison Saint-Lazare, et dont le projet de refuge pour accueillir ces femmes à leur sortie de prison fut la première œuvre caritative confiée aux premières diaconesses.
La communauté est fondée le 6 novembre 1841 dans une maison située dans la rue des Trois-Sabres. En octobre 1845, l’œuvre s'installe dans les locaux du 95, rue de Reuilly qui lui donneront leur nom.

### Direction de la Communauté
La sœur-supérieure - c'est le terme finalement retenu après quelques débats - Caroline Malvesin reste à la tête de la communauté pendant 26 ans. Les sœurs sont très sollicitées par les besoins d’assistance caritative pour les enfants, les femmes seules et des déshérités, et la charge de travail est écrasante tant sur le plan spirituel - les aumôniers se succèdent rapidement car certains restent très peu de temps en fonction - qu'administratif - il faut en 1857 voler au secours de l'"administrateur-économe", Jacques Letourneur, qui ne peut plus faire face à la charge de travail sans cesse croissante.
En outre, souci supplémentaire, l'initiative est rapidement assez vivement critiquée pour des raisons théologiques tant par les libéraux (tel qu'Athanase Coquerel) mais aussi par certains évangéliques, ce qui ne manque pas de troubler les esprits et de décourager certaines vocations. Toutefois de nombreux pasteurs et laïcs protestants comprennent et soutiennent la communauté, dont Adolphe Monod, Henri Grandpierre et Jules Pédezert.

### Fin de vie
Caroline Malvesin envisage sa retraite en 1862, mais la remplaçante pressentie, Mme Dunant-Widmer, meurt subitement en 1863. Elle demande de nouveau à être relevée de sa charge de sœur directrice en 1867, mais ce n’est qu’en octobre 1869 qu’elle est finalement remplacée par sœur P.-A. Waller.
Sœur Caroline Malvesin quitta bientôt Fontainebleau pour le hameau voisin de Changis. En retraite comme Sœur-directrice, elle ne l’était pas comme diaconesse ! Elle institua, à Changis, une école enfantine en 1873 et une école primaire en 1876. En même temps, elle recueillit un neveu et une nièce orphelins. Le développement de cette école conduisit à détacher auprès d’elle deux diaconesses. En 1887, à l’âge de 81 ans, elle revenait à Reuilly, pour une retraite définitive. Elle y meurt le 26 août 1889.

## Postérité
Comme en témoigne leur correspondance, Caroline Malvesin a co-conçu avec le pasteur Antoine Vermeil l'ordre religieux des diaconesses de Reuilly, toujours en activité actuellement. Le résultat de cette élaboration commune st résumé dans une brochure de juillet 1841 destinée à annoncer leur initiative commune aux églises protestantes, intitulé "Établissement des sœurs de charité protestantes en France".
La communauté est bâtie sur 5 principes : 
- l'annonce du Royaume de Dieu et du salut, ou plus concrètement, "un moyen d'infiltrer le Royaume de Dieu dans la société"[6],
- Une consécration sans réserve au service de Jésus, qui implique le célibat et la une disponibilité totale et donc le célibat,
- La vie communautaire,
- Un esprit de charité, de sainteté et d'unité,
- Une base évangélique, c'est-à-dire de reconnaissance de l'autorité de la Bible, sans allégeance à telle ou telle branche du protestantisme.

Le résumé suivant se trouve dans la brochure de juillet 1841 : "Il s'agit uniquement de :
- former des diaconesses comme en avait la primitive Église ;
- d'instituer la communauté comme on en trouve chez les Moraves, ces chrétiens d'une foi si vive et si pure, et d'une charité si douce et si active ;
- d'appliquer enfin aux œuvres de foi et de charité parmi nous l'esprit de renoncement volontaire et d'obéissance libre, mas entière et sans réserve, auxquels s'engagent nos missionnaires en vue de la conversion des païens."[7]